# Andreas Simonsson
Andreas Simonsson, född 1659 i Linköping, död 7 juni 1714 i Östra Husby socken, var en svensk präst i Skeda församling och Östra Husby församling.

## Biografi
Andreas Simonsson föddes 1659 i Linköping. Han var son till en kyrkoherde Simon Gråsten och Margareta Prytz. Simonsson studerade i Linköping och blev 9 oktober 1678 student vid Uppsala universitet. Han blev magister den 11 december 1688 och prästvigdes 11 april 1690. År 1692 blev han matematiklektor vid Linköpings gymnasium. Simonsson blev 1695 andre teologie lektor i Linköping och kyrkoherde i Skeda församling. År 1700 blev han kyrkoherde i Östra Husby församling och prost samma år. Han var 1702 preses vid prästmötet. Simonsson avled 7 juni 1714 i Östra Husby socken.
Simonsson var riksdagsman vid riksdagen 1697.

### Familj
Simonsson gifte sig 1689 med Brita Langelius (1667–1719). Hon var dotter till kyrkoherden Nicolaus Langelius och Anna Lundius i Östra Husby socken. De fick tillsammans barnen Anna Margareta (1689–1695), Catharina (född 1690), Simon, Nils (1695–1716), Christina (1696–1710), Samuel (1698–1724), Johan (1700–1733), Carl (1702–1761) och Daniel (1704–1765). Barnen antog efternamnet Lundmark efter en asplund vid prästgården.